# Diego de Henriquez
Diego de Henriquez, nome poi italianizzato in Diego de Enriquez (Trieste, 20 febbraio 1909 – Trieste, 2 maggio 1974), fu uno studioso e collezionista triestino di cimeli soprattutto bellici.
Dal 1969 la città collaborò con il collezionista per la creazione del Civico Museo della Guerra per la Pace, che è stato aperto nel 2014, dopo la sua morte.

## Biografia

### Gli inizi

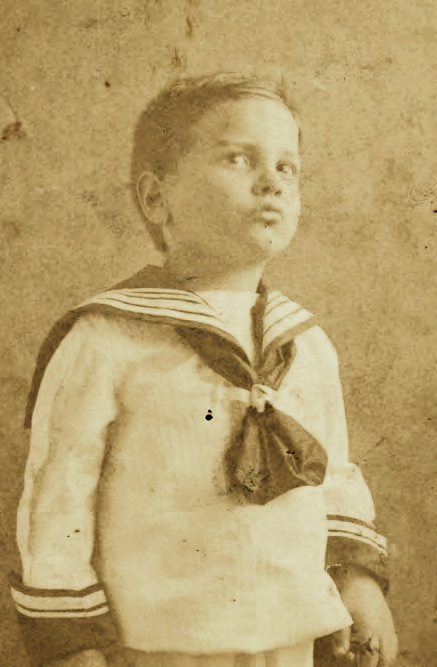
Il giovane Diego De Henriquez

Diego de Henriquez nacque a Trieste il 20 febbraio 1909 da una famiglia di ascendenza nobiliare spagnola e di tradizioni legate alla Marina Imperiale Asburgica (il nonno Diego combattè alla battaglia di Lissa). Il padre, anch'egli Diego, era agente di Cambio e nel periodo precedente alla prima guerra mondiale riuscì ad accumulare una discreta fortuna che permetterà alla famiglia una vita agiata. La madre, donna originale, eccentrica e spesso canzonatoria nei confronti dei figli, condizionerà alcuni atteggiamenti di Diego, che resteranno anche in età matura. La sorella, Fiore de Henriquez, diventerà una scultrice di fama internazionale, operando soprattutto nel Regno Unito. Sebbene nella sua gioventù fosse vissuto in diverse province dell'Impero, gli studi lo portarono a far ritorno nella città natia (nel frattempo divenuta italiana nel 1918), dove si diplomò nel 1928 presso l'Istituto Nautico.
Nello stesso anno si sposò con Adele Fajon, di origine friulana, da cui ebbe due figli: Adele Maria e Alfonso Federico.
Già da bambino, durante le passeggiate sul Carso, iniziò ad appassionarsi ai numerosi cimeli bellici che trovava, resti della prima guerra mondiale. In seguito tale passione si arricchì del talento diaristico, peculiarità che lo accompagnerà tutta la vita e che rasenterà in alcuni casi perfino l'ossessione.
Conclusa la leva militare, De Henriquez decide di mettersi al lavoro. Sfruttando il diploma di scuola nautica inizierà a lavorare al Cantiere Navale Triestino di Monfalcone come tracciatore nella sezione aeronautica. Successivamente Diego troverà lavoro presso la ditta di trasporti marittimi Navigazione Libera Triestina, che successivamente entrerà a far parte della Società Adriatica di Navigazione.

### La guerra

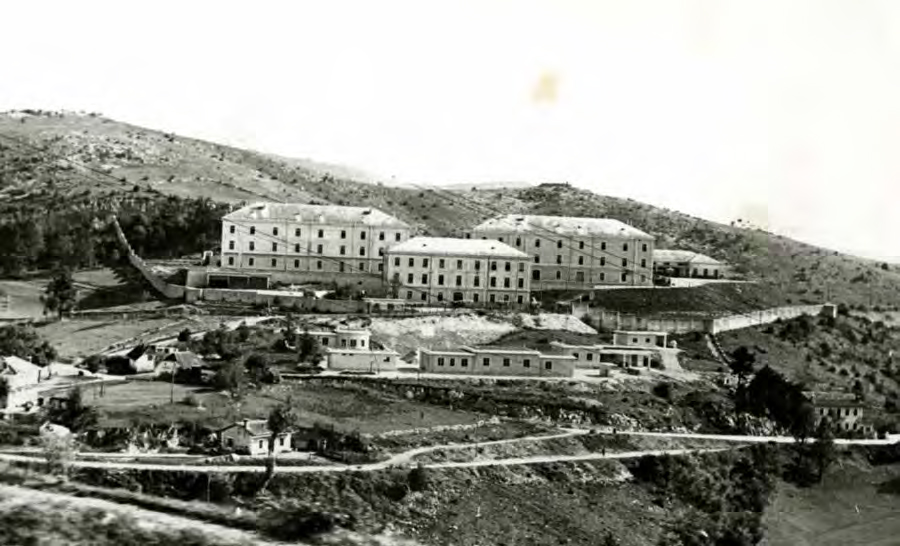
La Caserma di San Pietro del Carso (Pivka)

Nel 1940 De Henriquez venne richiamato alle armi. Rifiutandosi di prendere servizio attivo, fu quindi inquadrato come soldato semplice nella Guardia alla frontiera. Nel marzo del 1941 finì così nel XXV settore «Timavo», presso la caserma «Principe di Piemonte» di San Pietro del Carso, oggi in Slovenia. Qui, seppur degradato a soldato semplice, venne messo a lavorare negli uffici dell’amministrazione dove, dopo l’invasione della Jugoslavia in aprile, assistette il comando nella gestione dei territori occupati. 
Dopo qualche mese fu promosso caporale; a questo punto, spinto dalla passione per la tecnologia bellica e il collezionismo storico, chiese e ottenne dal suo amico e superiore, il colonnello Ottone Franchini, l'autorizzazione per recuperare prede belliche jugoslave e greche per creare un museo di guerra presso il XXV Settore.
A De Henriquez furono dati il grado di sergente, un camion e tre uomini alle sue dipendenze, e fu autorizzato a muoversi in tutta la regione militare Nord-est per reperire materiale e documentazione “guerrologica” o “polemologica”.

### Il museo di San Pietro del Carso e l'occupazione italiana in Jugoslavia
I ritrovamenti di De Henriquez non si limitarono al solo arsenale moderno jugoslavo: nelle caserme ormai abbandonate trovò tonnellate di materiale bellico risalente alla Grande Guerra e a periodi precedenti, oltre a manufatti archeologici. In questo modo recuperò per il neonato museo di San Pietro del Carso pezzi di grande valore storico e culturale.
In questo periodo De Henriquez comincia a riportare le proprie esperienze quotidiane in una serie di diari che continuerà a scrivere, descrivendo dettagliatamente le sue giornate - quasi ossessivamente - fino alla morte lasciando in tal modo oltre 50.000 pagine scritte.
Queste si rivelano un documento inestimabile sia per capire l’uomo sia per comprendere da fonti di prima mano la situazione storica che si sviluppava intorno a lui.
Infatti, avendo campo libero per girare nei territori occupati, De Henriquez riporterà ampiamente le sue opinioni e i fatti, spesso macabri, riguardo l’occupazione dell'esercito italiano in Jugoslavia, particolarmente nella provincia di Lubiana.
In questo periodo, grazie alle sue conoscenze linguistiche e alle amicizie strette nei suoi pellegrinaggi in terra slovena, De Henriquez strinse rapporti con la resistenza jugoslava.

### La fine della guerra

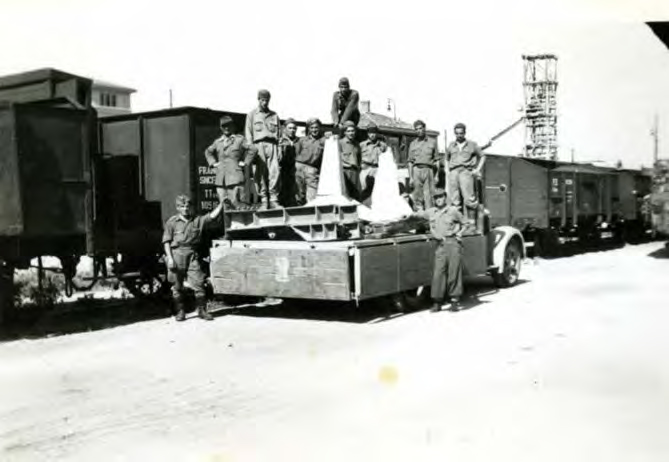
L'opera di trasferimento dei reperti

L'importante collezione accumulata in quegli anni sarebbe andata perduta, se dopo l'8 settembre 1943 egli non avesse collaborato con l'occupazione; Dopo l’armistizio De Henriquez comprese che facilmente i tedeschi – in particolare quelli dell’Heeres Museum Gruppe – avrebbero potuto mettere le mani sui materiali bellici di San Pietro del Carso.
Approfittando del collegamento ferroviario tra San Pietro e Trieste, De Henriquez riuscì a trasportare, tramite diversi viaggi, il Museo di guerra nel capoluogo giuliano in via Besenghi 2 (presso villa Basevi) dove rimase per alcuni anni (fino al trasferimento della collezione sulla sommità del colle di San Vito nella zona chiamata «Sanza»).
Naturalmente tutto questo non sarebbe stato possibile senza l’appoggio del comando tedesco: 
dopo l’occupazione, era infatti vietato per i privati possedere qualunque tipo di materiale bellico.
Le abilità diplomatiche e la conoscenza delle lingue spianarono la strada a De Henriquez, che, con l’appoggio di nuove amicizie (in particolare il Maggiore Matz della Schutzpolizei locale) riuscì a garantirsi non solo la sopravvivenza della collezione museale, ma addirittura riuscì ad ottenere dai tedeschi alcuni reperti bellici che restavano inutilizzati nei magazzini militari. 

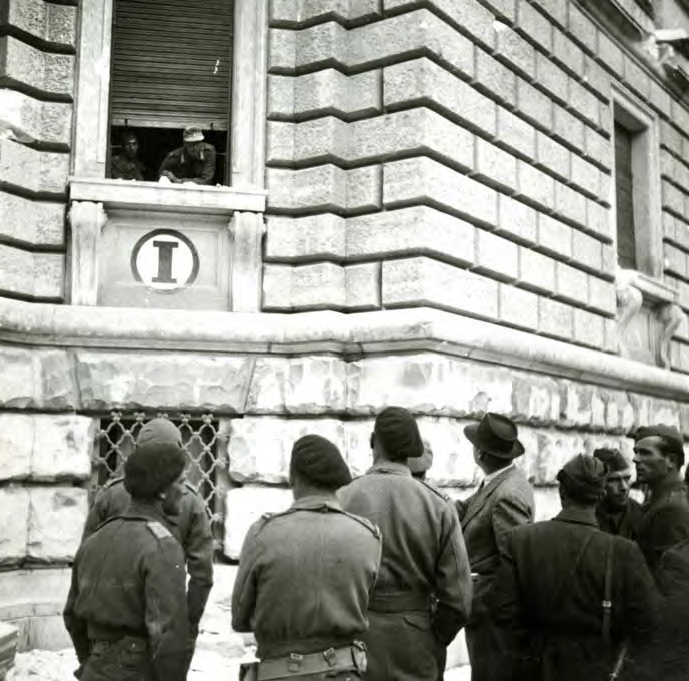
Le trattative di resa delle truppe Tedesche asserragliate nel Tribunale

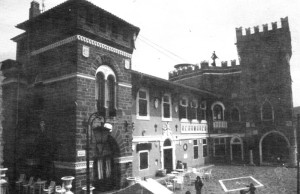
Villa Geinriger, sede del Comando Tedesco

Durante la liberazione della città da parte delle truppe alleate, De Henriquez giocò un ruolo fondamentale di interprete e negoziatore: la situazione di Trieste infatti, raggiunta a est dai partigiani jugoslavi e a ovest dalle truppe neozelandesi, era quanto mai tesa e complicata. All'arrivo delle truppe neozelandesi, De Henriquez si presentò alla colonna corazzata e contribuì in prima persona a tentare una mediazione con le truppe tedesche asserragliate nel palazzo di Giustizia, che, non avendo garanzie sul loro destino da prigionieri, scelsero di continuare la lotta, venendo rapidamente sgominati dai cannoni dei carriarmati neozelandesi.
Il Comandante tedesco della città, il generale maggiore Linkenbach, era invece asserragliato con il suo stato maggiore presso villa Geinriger, (conosciuta anche con il nome di «Castelletto») e temporeggiava la resa per non consegnarsi agli jugoslavi. Qui i comandanti neozelandesi assieme a De Henriquez si fecero strada tra i partigiani titini per trattare la resa.
De Henriquez ne uscì vincitore: i tedeschi firmarono la resa consegnandosi ai neozelandesi. In cambio del suo operato, De Henriquez richiese la giubba del generale (alla quale Linkenbach strappò il proprio grado come ricordo), una copia di ogni arma posseduta dalla guarnigione e, si vocifera, addirittura una garanzia da parte delle truppe alleate che il suo museo sarebbe stato lasciato in attività anche dopo la guerra.

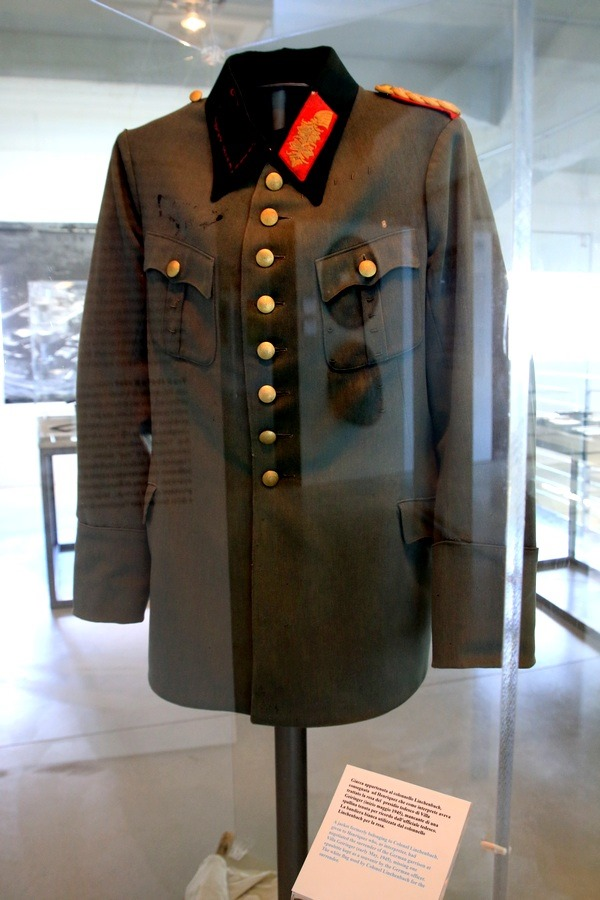
La giacca del generale Linkenbach, esposta al Museo de Henriquez

### Il Dopoguerra e l'occupazione Anglo-Americana
Dopo la resa tedesca, la città passò per 40 giorni sotto controllo delle truppe Titine, in attesa che la diplomazia internazionale ne decidesse le sorti.
De Henriquez, grazie ai contatti presi in precedenza con i partigiani sloveni e grazie al suo recente contributo alla resa tedesca (in cui aveva fatto da interprete anche alle richieste titine, rendendo tutti i partecipanti soddisfatti del risultato) verrà salutato dai partigiani come «Henriquez, Compagno direttore del Museo» rimuovendo il «De» nobiliare.
In questo periodo di transizione Diego ne approfitta per recarsi alla Risiera di San Sabba (cui i nazisti avevano fatto saltare in aria il forno crematorio), ormai adibita a centro profughi, dove passerà giorni interi a trascrivere ciò che gli internati nel campo di concentramento avevano lasciato sui muri. Nomi, suppliche, saluti alle famiglie, segnalazione di delatori, collaborazionisti e simili.
Questo finché, principalmente per motivi sanitari, i muri della risiera non furono intonacati per permettere una sistemazione più dignitosa alle masse sempre più numerose di profughi provenienti dall’Istria.

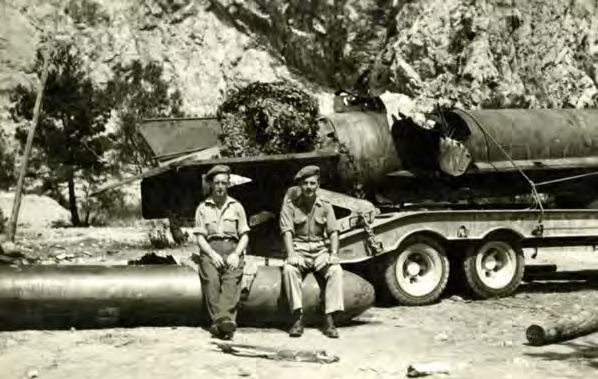
Truppe inglesi in posa davanti ad un sommergibile tascabile tedesco recuperato nella baia di Sistiana

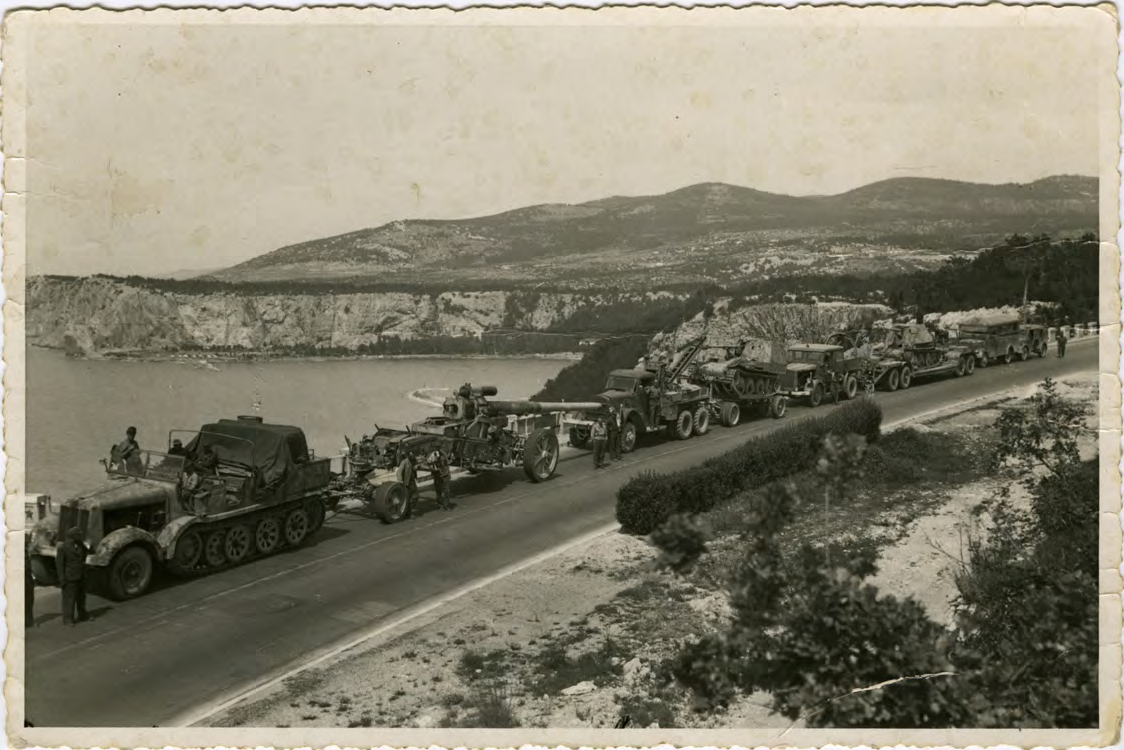
Il ritorno a Trieste di una delle tante sortite nei parchi mezzi nel Nord Italia. Il pezzo d'artiglieria raffigurato è ancora oggi all'ingresso del Museo

A giugno del '45 Trieste finì sotto il comando delle truppe alleate, che, vedendo buoni propositi nel suo museo, gli fornisce permessi per recuperare liberamente qualunque mezzo militare nazifascista egli trovi nei depositi del nord Italia, fornendogli anche i mezzi militari (trattori, camion, treni) per portarlo a Trieste. A volte non serve neanche andare lontano: a Sistiana, dove c’era una batteria di cannoni costieri e una base di sottomarini, vengono recuperati due sommergibili tascabili tedeschi, modello Molch. 
Allo scalo legnami recupera un sottomarino tascabile italiano utilizzato dagli incursori della RSI nelle ultime fasi del conflitto.
Nella caserma di via Rossetti recupera un autoblindo italiana della prima guerra mondiale, usata in azioni antipartigiane dalle milizie fasciste. Quando, nel 1954 tramite il Memorandum di Londra, la città e il Territorio di Trieste della zona di amministrazione militare anglo-americana sotto l'egida dell'ONU, venne consegnata in amministrazione civile all'Italia, gran parte dei documenti raccolti dagli alleati e divenuti ormai vetusti finirono nella collezione.
Tra il 1948 e il 1953 Diego de Henriquez diviene protagonista diretto della nascita del progetto scientifico esplorativo relativo al famoso Batiscafo Trieste con cui gli svizzeri Auguste e Jacques Piccard riuscirono a raggiungere in immersione il punto più profondo del Mare, legando a filo doppio la città di Trieste alla storia delle grandi esplorazioni del nostro pianeta.

### Il museo e le istituzioni

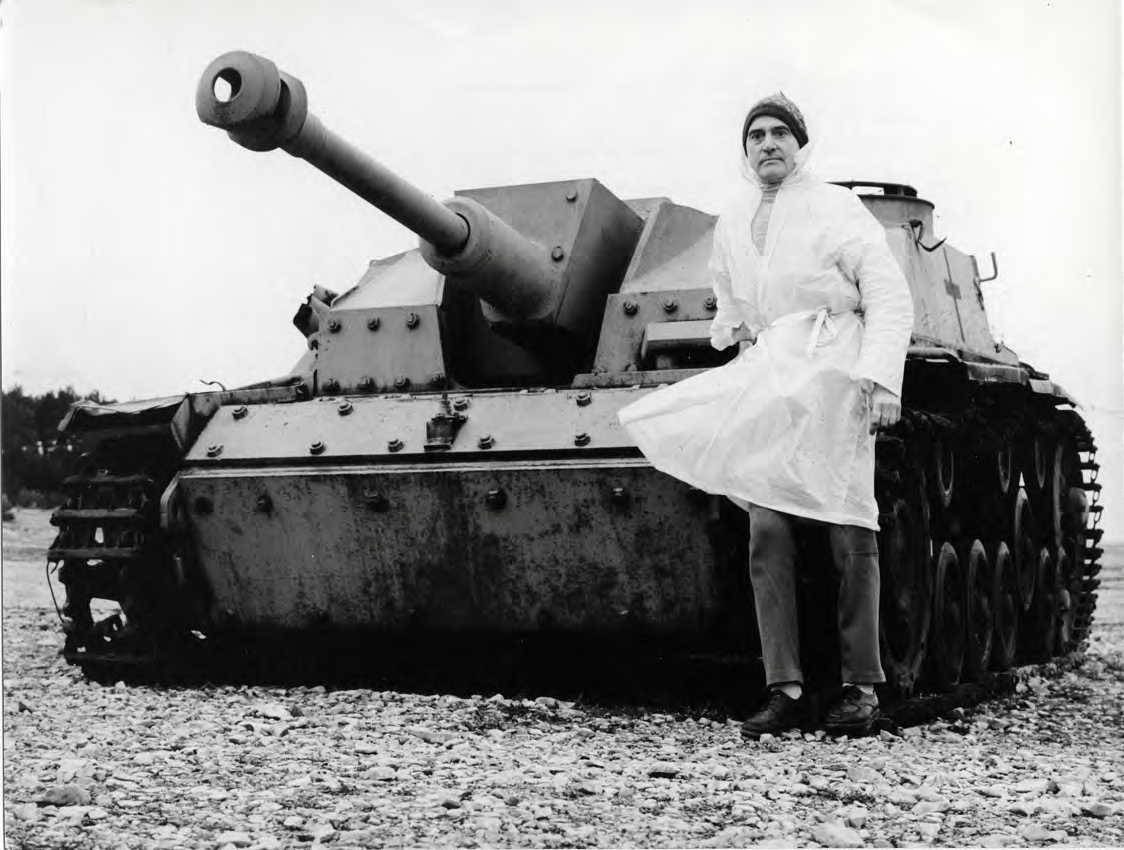
Diego de Henriquez a Trebiciano di fianco ad un cacciacarri

Ben presto Diego si accorse che la sua collezione si stava allargando ben oltre le sue capacità finanziarie e logistiche per mantenerla. Pertanto cercherà fin dal 1947 di cederla al Comune di Trieste o allo stato Italiano, in una serie di progetti e accordi purtroppo infruttuosi. 
La situazione andrà avanti in questa maniera fino al 1963, quando il comune di Trieste, ormai tornato all’Italia, pur di non vedersi rubare da altri una così grande e interessante collezione (Muggia, Gorizia, Feltre e Verona stavano infatti cercando di accaparrarsela), decise di istituire un Consorzio per la gestione del Museo, con De Henriquez come direttore.
Nel 1971 il comune gli offre degli spazi a Trebiciano dove spostare i pezzi più grossi del suo museo, in modo tale da renderne più facile la fruizione e in modo da liberare il colle di San Vito da una raccolta ormai fin troppo grande.

### La morte
Nel 1969 il Comune di Trieste e l'Assessorato alla Cultura decisero di promuovere la costituzione del museo civico, ma questo progetto si realizzò dopo la morte del suo ideatore: Diego de Henriquez morì in circostanze misteriose il 2 maggio 1974, durante un incendio notturno sviluppatosi in uno dei suoi depositi, sito in Via San Maurizio 13. Sebbene inizialmente si fosse pensato a un incidente, molte altre voci hanno instillato il dubbio del dolo, voci avallate anche da ex funzionari di polizia che all'epoca avevano indagato sul fatto. 

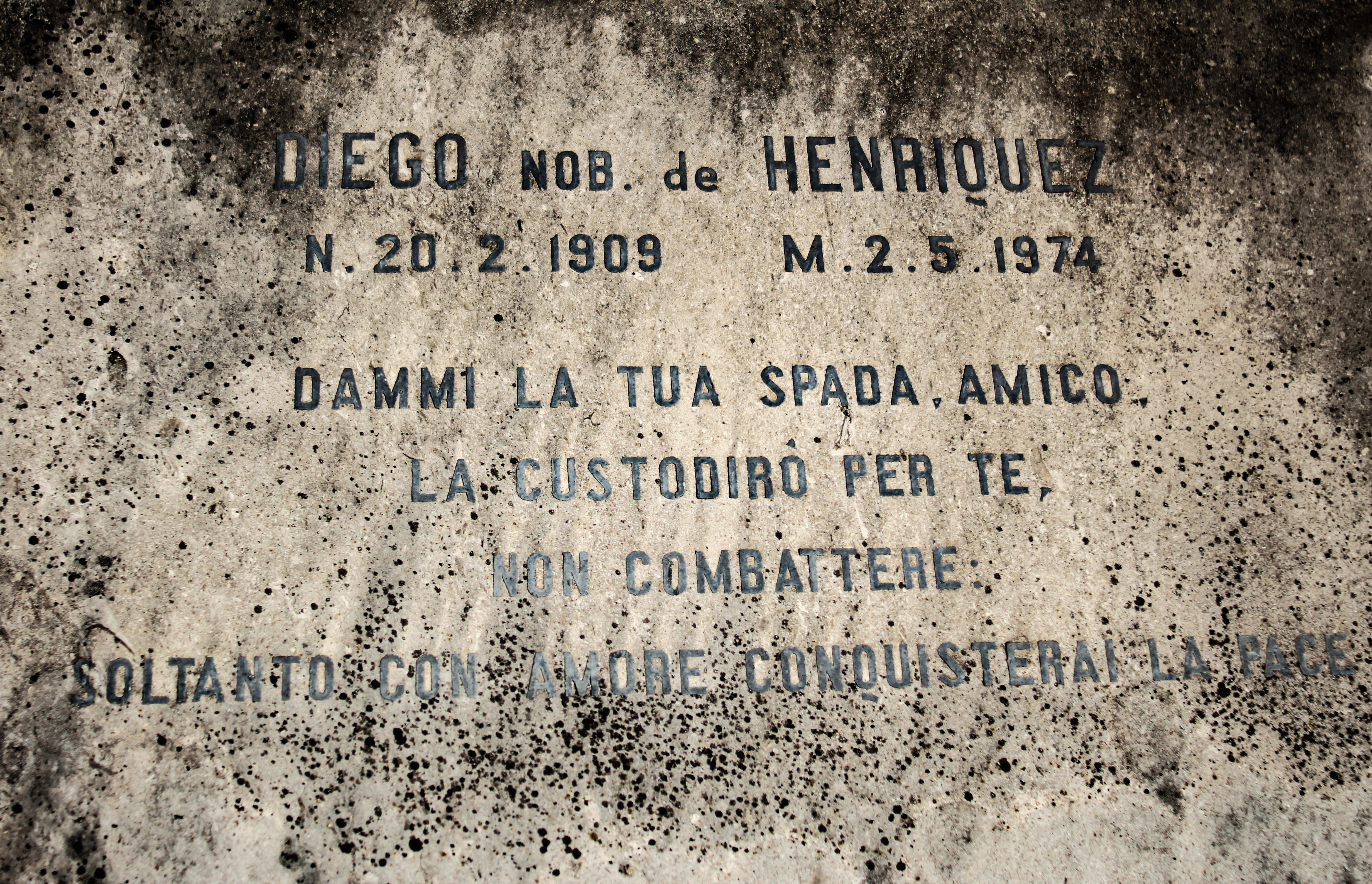
Lapide della tomba di De Henriquez, sepolto al cimitero Ex Militare di Trieste

Fu certamente un uomo originale, di vasta erudizione e con spiccata curiosità, che conosceva inoltre numerose lingue che lo aiutarono nella sua opera di raccolta.
Sulla sua tomba fece scrivere il seguente epitaffio:
la custodirò per te.

Non combattere:

soltanto con amore conquisterai la pace.»

## Nella cultura di massa
- Nel 2007 lo scrittore tedesco Veit Heinichen che da anni vive a Trieste, ha scritto un romanzo giallo prendendo spunto anche dalle vicende del collezionista. Il romanzo si intitola "Le lunghe ombre della morte".

- Nel 2015 lo scrittore Claudio Magris pubblica il romanzo Non luogo a procedere, con un protagonista senza nome liberamente ispirato a Diego de Henriquez (vedi nota conclusiva). Filo conduttore del romanzo sono le scritte murali (anche con nomi di collaborazionisti) eseguite dai prigionieri, ebrei e no, della Risiera di San Sabba, trascritte dal de Henriquez nell'immediato dopoguerra prima che una mano di calce le facesse sparire, come le colpe di tanti cittadini "per bene".

- Nel 2019 lo scrittore triestino Enrico Halupca pubblica il libro storico "Il Trieste" in cui, ricostruendo per la prima volta su fonti primarie la nascita del Batiscafo Trieste di Auguste e Jacques Piccard, rievoca il ruolo fondamentale svolto da Diego de Henriquez in questa vicenda che è entrata nella storia delle grandi esplorazioni del nostro pianeta.